# Ocyale discrepans
Ocyale discrepans là một loài nhện trong họ Lycosidae.
Loài này thuộc chi Ocyale. Ocyale discrepans được Carl Friedrich Roewer miêu tả năm 1960.